# Mainport

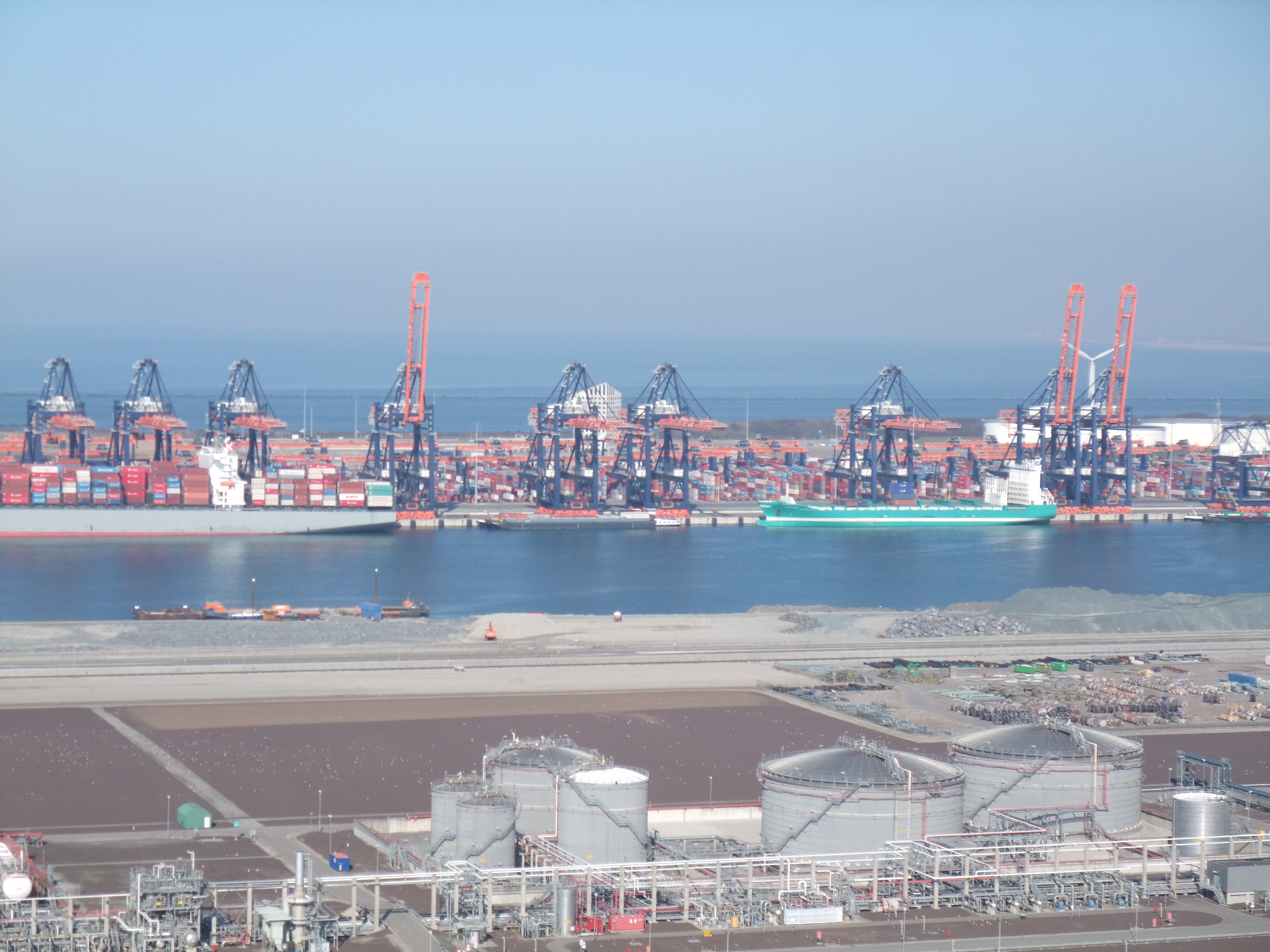
Gedeelte van de Rotterdamse havens

Een mainport is een knooppunt van belangrijke transportroutes. Het woord is een specifiek Nederlandse beleidsterm en wordt vooral gebruikt om het (inter)nationale belang van de haven van Rotterdam en de luchthaven Schiphol te onderstrepen. Naar analogie hiervan is de term gedeeltelijk overgenomen voor andersoortige economische speerpunten, zoals de hightech-bedrijvenconcentratie Brainport Regio Eindhoven, het Nederlandse zwaartepunt voor R&D. 

## Belang van een mainport
Een transportknooppunt in het algemeen is van belang voor de regionale economie:
- vanwege de directe werkgelegenheid die transport en overslag biedt;
- vanwege de indirecte (of afgeleide) werkgelegenheid (bijvoorbeeld dienstverlening aan transporteurs);
- omdat goede transportmogelijkheden een belangrijke factor kunnen zijn bij de keuze van een bedrijf(stak) om zich in een regio te vestigen.

In het geval van Schiphol bevorderde de luchthaven de expansie en intensivering van de glastuinbouw en de handel in bloemen, met als internationaal distributiecentrum de veiling in Aalsmeer. De haven van Rotterdam is essentieel voor enkele raffinaderijen, die op hun beurt weer veel afgeleide petrochemische industrie met zich meebrengen.
Het concept mainport werd in 1988 officieel op de beleidsagenda gezet met het verschijnen van de Vierde nota ruimtelijke ordening. Sinds die tijd is het concept een eigen leven gaan leiden en is het vast onderdeel geworden van ruimtelijke plannen en logistiek jargon. Werd in de jaren negentig met name de gatewayfunctie van de mainport benadrukt, vanaf het begin van de 21e eeuw kwam er steeds meer weerstand tegen groei van de mainports. Zowel door de geluidsoverlast en vervuiling die de mainports meenemen als om de vraag wat de toegevoegde waarde is van een grote haven of luchthaven voor het omliggende gebied en de BV Nederland. 
De mainports zijn zo letterlijk en figuurlijk steeds meer onder druk gekomen. Letterlijk door groeiende transportcijfers gepaard met gebrek aan capaciteit, figuurlijk omdat de beleidsmakers en besluitvormers rondom de mainports steeds meer geconfronteerd zijn met de belangen van allerlei stakeholders. Het managen van dit meervoudige speelveld heeft lang niet altijd tot de gewenste resultaten geleid. 
Er is de laatste jaren veelvuldig gepleit voor een verbreding van het begrip mainport, waarbij niet alleen transportvolumes, maar ook toegevoegde waarde en relaties tussen bedrijven in clusters centraal komen te staan.

## Woordgeschiedenis

### Etymologie
De term is, zoals in het Nederlands gebruikt, in het Engels onbekend en kan worden beschouwd als een voorbeeld van neoconstructie.

### Andere 'ports'
Naast de term mainport zijn er door de beleidsmakers en planologen andere varianten bedacht voor de hubfunctie van bepaalde activiteiten. Bij uitbreiding wordt het begrip 'port' (uit 'mainport') ook toegepast op andere knooppunten van vervoer dan over het water (seaport)  en door de lucht (airport). 

#### Railport
Een 'port' is in ambtelijk jargon elk knooppunt waar belangrijke verbindingen en stromen van activiteiten samenkomen en weer verspreiden. In de grondbetekenis fungeert zo'n knooppunt als een draaischijf tussen de stromen, tussen het voorland en het achterland. Bij een zogenoemde railport vindt overslag plaats tussen weg en spoor en is er geen focus op containers, maar op alle mogelijke laadeenheden.
Zo noemt Groningen Railport zich een trimodale terminal (bereikbaar via spoor, weg en water), die  zowel containers als ook conventionele lading verwerkt en wil Railport Brabant is een belangrijke multimodale schakel zijn, die spoorvervoer tussen Tilburg (Brabant) en vele Europese bestemmingen mogelijk maakt.

#### Brainport
Tegenwoordig wordt de term -port zelfs gebruikt voor andere belangrijke economische centra, waar van een (vervoers)knooppunt geen sprake is, maar hooguit van een sterke concentratie van activiteiten: Brainport Regio Eindhoven noemt zich zo, omdat er meer dan een kwart van de Nederlandse R&D plaatsvindt en er (volgens Eurostat) 42% van de jaarlijkse patentaanvragen in Nederland vandaan komt. Deze regio heeft in november 2016 officieel de status van mainport gekregen. Aanvankelijk werd deze status afgewezen. Na een motie werd hij alsnog toegekend.

#### Greenport
Aalsmeer, waar de belangrijkste bloemenveiling FloraHolland is gevestigd, en de Nederlandse tuinbouwsector in zijn totaal worden ook wel de 'Greenport' van Nederland genoemd (met daarnaast ook het Westland (Greenport West-Holland) en Venlo als 'greenports').

#### Digitale mainport
In oktober 2015 nam de Tweede Kamer de motie-Verhoeven aan, waarin de regering wordt opgeroepen om de Nederlandse digitale infrastructuur uit te roepen tot de derde mainport van Nederland en beleid te maken voor de groei en ontwikkeling van deze 'digitale mainport'. De gedachte van een digitale mainport is afkomstig uit een tweetal rapporten uit 2013 en 2014 van Deloitte, waarin de mechanismen voor economische waardecreatie van deze sector wordt vergeleken met die van de luchthaven Schiphol en de haven van Rotterdam. De digitale mainport is niet gebonden aan een specifieke locatie, maar aan de internetknooppunten en datacenters die zich op verschillende locaties in Nederland bevinden (met het zwaartepunt in de Metropoolregio Amsterdam). Dit zuiver economische gebruik van het begrip mainport wordt niet door iedereen gedeeld. VNO-NCW nam de digitale-mainportgedachte niet over in haar mainportadvies van april 2016 aan de Nederlandse regering.